# Мелодика (теория музыки)
Статья с другим значением: Мелодика (музыкальный инструмент)
Мелодика (от греч. melodikos — мелодический, песенный) — совокупность мелодических закономерностей, которые могут проявляться как в творчестве отдельных композиторов и в их отдельных сочинениях, так и в произведениях композиторских школ, в различных отраслях народного музыкального творчества.
В теории музыки мелодикой называется также учение о мелодии.